# 서태석
서태석(徐邰晳, 1885년-1943년 6월 12일)은 일제강점기의 노동운동가다. 본관은 이천 서씨
전라도 무안군의 소농 집안에서 태어났다. 어려서 한의학을 공부해 1901년 안좌면 일대의 괴질을 치료했다. 1907년부터 면장을 하다 국권피탈 이후인 1915년 그만두었고 3·1 운동에 참여했다. 1920년 3·1 운동 1주년 때 유인물을 뿌리며 시위하다 검거되어 징역 1년을 살았다.
1923년 일어난 암태도 소작쟁의를 지도, 같은 해 암태소작인회를 결성하고 그 위원장이 되었다. 1924년 4월 조선노농대회에 참여하고 조선노농총동맹 창립대회에서 중앙위원으로 선출되었다. 암태도 쟁의를 승리로 이끌었으나 1924년 9월 암태도 건으로 재판을 받았다.
1926년 암태소작인회를 농민조합으로 개조했다. 1927년 조선사회단체중앙협의회 임시집행부 서기를 맡았고, 같은 해 조선공산당 전남도당에 입당했다. 12월 서울파와 상해파가 합작한 조선공산당 제3차 대회(춘경원당)에 전남도당 대표로 참석해 중앙위원 겸 선전부장으로 선출되었다. 1928년 4월 신의주 경찰서에 체포되었고 고문 후유증으로 1943년 사망했다. 사후 60년이 지난 2003년에서야 국가유공자로 인정되었다.